# 米田興弘
米田 興弘（よねだ おきひろ、1952年〈昭和57年〉5月8日 - ）は日本映画の映画監督。長野県出身。

## 経歴
大学卒業後の1976年に東宝映画に助監督として入社。1982年に文化庁の在外研修生として渡米。
主に黒澤明作品の監督助手についていた。1996年、プロデューサーの富山省吾と製作部長の森知貴秀からの勧めで、映画『モスラ』にて監督デビューした。その後はテレビディレクターとして活躍する。

## 人物
米田は映画について、メッセージや作家性は不要と述べており、見る楽しみや驚きがなければ価値がないと語っている。
富山は、米田について叙情性を持っており、本多猪四郎とも交流があったことから娯楽映画のアプローチ法を心得ていたと評している。
モスラシリーズに出演した小林恵は、米田について必ず笑顔で役者の前に現れ、人の話をきちんと聞き入れ、自身らが一生懸命になれる演出を行っていたと述べている。共演者の羽野晶紀も、米田はいつも現場の中で一番楽しそうにしていたと証言しており、無邪気で一生懸命な米田の姿を見るとしんどい撮影も頑張ることができたと述懐している。

## 代表作

### テレビ
| 期間          | 期間          | 番組名                   | 制作（放送局）                                        | サブタイトル |
| ------------- | ------------- | ------------------------ | ----------------------------------------------------- | --- |
| 2004年10月2日 | 2005年9月24日 | 幻星神ジャスティライザー | テレビ東京 東宝 読売広告社 ゼネラル・エンタテイメント | 第9話 「オリオン座の秘密」 第10話 「貫け! 信じあう心」 第21話 「暗黒騎士デモンナイト!」 第22話 「激闘! 立ち上がれ真也」 第35話 「覚醒! 伝説の騎士」 第36話 「魔神ダルガ登場!」 第37話 「捕らわれたデモンナイト」 第42話 「対決! 三大幹部」 第43話 「最高のヒーロー」                                            |
| 2005年10月1日 | 2006年6月24日 | 超星艦隊セイザーX        | テレビ東京 東宝 読売広告社 ゼネラル・エンタテイメント | 第1話 「拓人は燃えているか!」 第2話 「燃えろ! グレートライオ」 第5話 「探検! シャーク4を探せ」 第6話 「ぼくたちのヒーロー」 第11話 「父、帰る」 第12話 「決戦は空の彼方で」 第13話 「聖なる夜に」 第24話 「第四の将軍」 第25話 「変わり始めた歴史」 第33話 「信じあう仲間」 第34話 「12個集結？コスモカプセル」 |

### 映画
| 公開年月日 | 公開年月日 | 作品名                   | 制作（配給）      | 役職 |
| ---------- | ---------- | ------------------------ | ----------------- | ---- |
| 1996年     | 12月14日   | モスラ                   | 東宝映画 （東宝） | 監督 |
| 1998年     | 12月12日   | モスラ3 キングギドラ来襲 | 東宝映画 （東宝） | 監督 |

#### 助監督
| 公開年月日 | 公開年月日 | 作品名                 | 制作（配給）                                                       | 役職         |
| ---------- | ---------- | ---------------------- | ------------------------------------------------------------------ | ------------ |
| 1976年     | 10月23日   | あにいもうと           | 東宝映画 （東宝）                                                  | 監督助手     |
| 1977年     | 12月17日   | 惑星大戦争             | 東宝映画 東宝映像美術 （東宝）                                     | 監督助手     |
| 1980年     | 4月26日    | 影武者                 | 東宝映画 黒澤プロダクション （東宝）                               | 監督助手     |
| 1985年     | 6月1日     | 乱                     | グリニッチ・フィルム ヘラルド・エース （東宝）                     | 監督助手     |
| 1985年     | 12月21日   | 雪の断章 情熱          | 東宝映画 （東宝）                                                  | チーフ助監督 |
| 1987年     | 1月17日    | 映画女優               | 東宝映画 （東宝）                                                  | 監督助手     |
| 1987年     | 8月1日     | トットチャンネル       | 東宝映画 （東宝）                                                  | チーフ助監督 |
| 1987年     | 2月5日     | 「さよなら」の女たち   | 東宝映画 （東宝）                                                  | 監督助手     |
| 1990年     | 5月25日    | 夢                     | 黒澤プロダクション （ワーナー・ブラザース）                        | 監督助手     |
| 1991年     | 5月25日    | 八月の狂詩曲           | 黒澤プロダクション フィーチャーフィルムエンタープライズII （松竹） | 監督助手     |
| 1991年     | 12月14日   | ゴジラvsキングギドラ   | 東宝映画 ファーストウッド・エンターテインメント （東宝）           | チーフ助監督 |
| 1993年     | 4月17日    | まあだだよ             | 大映 電通 黒澤プロダクション （東宝）                              | 監督助手     |
| 1994年     | 7月9日     | ヤマトタケル           | 東宝映画 （東宝）                                                  | 監督助手     |
| 1994年     | 12月10日   | ゴジラvsスペースゴジラ | 東宝映画 （東宝）                                                  | 監督助手     |
| 1995年     | 5月27日    | ひめゆりの塔           | 東宝映画 （東宝）                                                  | チーフ助監督 |
| 1995年     | 12月9日    | ゴジラvsデストロイア   | 東宝映画 （東宝）                                                  | 監督助手     |
| 1998年     | 6月6日     | 絆 -きずな-            | 東宝映画 （東宝）                                                  | チーフ助監督 |